# Eusebio Güell

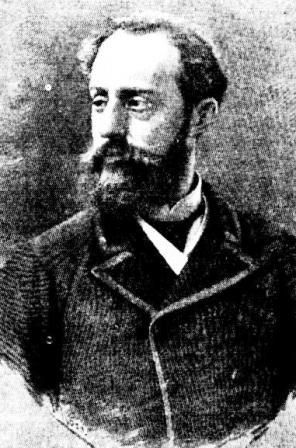
Eusebio Güell (1846–1918)

Eusebio Güell y Bacigalupi, Graf von Güell (* 15. Dezember 1846 in Barcelona; † 8. August 1918 ebenda), auch bekannt als Eusebi Güell, war ein spanischer Unternehmer, Mäzen und Politiker. Als Unternehmer profitierte er von der industriellen Revolution in Katalonien im späten 19. Jahrhundert.

## Leben
Eusebio Güell, Sohn des Unternehmers Juan Güell und der genuesischen Adligen Francisca Bacigalupi, ist heute besonders wegen seiner engen Verbindung zu dem Architekten Antoni Gaudí bekannt. Zahlreiche Werke Gaudis tragen daher noch heute den Namen ihres Auftraggebers und gehören teilweise zum UNESCO-Weltkulturerbe. Er heiratete 1871 Isabel López y Brú, eine Tochter von Antonio López y López, dem ersten Marques von Comillas, und hatte mit ihr zehn Kinder.
Sein Vater war ein erfolgreicher Geschäftsmann und Unternehmer, der zuerst in Kuba zu Reichtum gelangte. Eusebio Güell, der Rechts- und Wirtschaftswissenschaften in Barcelona, Frankreich und Großbritannien studierte, führte die Unternehmungen in seiner Heimatstadt erfolgreich fort. Er profitierte dabei von der einsetzenden Industrialisierung seiner Heimatregion im ausgehenden 19. Jahrhundert, namentlich der Textilindustrie. Erfolgreich war er auch in der Immobilienbranche, da er auf einen großen Landbesitz zurückgreifen konnte, der im Zuge des raschen Wachstums Barcelonas schnell an Wert gewann. Die Verlängerung der bekannten Avinguda Diagonal und deren Erschließung sind ein Beispiel hierfür. Sein Vermögen wäre nach heutiger Schätzung ca. 70 Mrd. € wert. Damit gehört er zu den reichsten Menschen, die es bisher gab.
Kultiviert und bescheiden zugleich, engagierte er sich als Förderer sowohl der Kunst als auch sozialer Projekte. Die Arbeiter in seinen Textilbetrieben, wie etwa der Colònia Güell, kamen in den Genuss vergleichsweise guter Arbeitsbedingungen und sozialer Vergünstigungen. 1875 wurde er Mitglied im Stadtrat von Barcelona und 1878 Abgeordneter in der Provinzversammlung Kataloniens. Außerdem wurde er Senator. Für seine Verdienste wurde er von König Alfons XIII. geadelt. Der Graf von Güell starb 1918.

## Güell und Gaudí
Güell wurde im Rahmen einer kleineren Arbeit zur Pariser Weltausstellung 1878 auf Gaudí aufmerksam. Beide verband eine lebenslange Freundschaft und eine geschäftliche Beziehung, außerdem eine tiefe Religiosität. Güell führte Gaudí in die höhere Gesellschaft der Stadt ein und vermittelte einige Aufträge, wenngleich die Mehrheit den Werken Gaudís zu diesem Zeitpunkt skeptisch gegenüberstand.
1884 erfolgte der erste Auftrag zur Errichtung einiger Pavillons sowie einer Umfriedungsmauer samt Eingangstor auf der Finca Güell. Bereits zwei Jahre später begann der Bau des Palau Güell, des neuen Stadtpalastes der Familie Güell in Barcelona.
Das Ensemble Bodegas Güell wurde zwischen 1895 und 1901 unter der Leitung von Francesc Berenguer, Assistent von Gaudí, ausgeführt und gehörte zu den Avantgardegebäuden der Weinarchitektur.
Güell beauftragte Gaudí 1898 mit dem Bau einer Kirche für seine Arbeitersiedlung, die Colònia Güell in Santa Coloma de Cervelló in der Nähe von Barcelona. Die Kirche blieb nach langer Planungsphase und anhaltenden technischen Problemen unvollendet. Errichtet wurden lediglich die Krypta und der Portikus.
1900 begann Gaudí mit dem Bau des Park Güell. Ursprünglich plante Güell den Bau einer Gartenstadt, die für gehobene Ansprüche gedacht war. Sie wurde aber als solche nie vollständig realisiert, da es zu wenige Interessenten für die geplanten 60 Villen gab. Heute ist es der bekannteste Park der Stadt und eine Touristenattraktion.